# Fahem Ouslati
Fahem Ouslati, né le 14 mars 1986 à Alger, est un footballeur international espoir algérien.

## Biographie
Fahem Ouslati connaît sa première sélection en équipe nationale espoir d'Algérie le 13 avril 2005 face à l'Arabie saoudite, lors d'un tournoi à Jeddah en Arabie saoudite. Il joue deux matchs lors de ce tournoi, puis est sélectionné pour les Jeux méditerranéens 2005. Ce milieu de terrain formé au CR Belouizdad (Alger), signe à la Jeunesse sportive de Kabylie en juin 2005.

## Carrière
- 2004-2005 :  CR Belouizdad
- 2005-2007 :  Jeunesse sportive de Kabylie
- 2007-2008 :  MO Béjaïa
- 2008-2009 :  MC Saïda
- 2009- :  CS Constantine[1]

## Palmarès
- Champion d'Algerie 2006 avec la Jeunesse sportive de Kabylie